# Siergiej Swoboda
Siergiej Iljicz Swoboda, ros. Сергей Ильич Свобода (ur. 9 maja?/22 maja 1907 w Kijowie, zm. w poł. listopada 1945) – radziecki wojskowy (wojeninżynier 3 rangi), inspektor ds. wyszkolenia wojskowego w sztabie gen. Andrieja A. Własowa, oficer Sił Zbrojnych Komitetu Wyzwolenia Narodów Rosji podczas II wojny światowej.

## Życiorys
W 1923 r. ukończył szkołę średnią w Kijowie, w 1927 r. szkołę elektryków, zaś w 1933 r. instytut chemiczno-technologiczny. Na pocz. września 1934 r. został zmobilizowany do Armii Czerwonej. Służył w oddziale kursantów przy 12 Samodzielnym Batalionie Chemicznym. Od poł. października 1935 r. dowodził plutonem batalionu. W 1936 r. awansował do stopnia podporucznika, a następnie wojeninżyniera 3 rangi. W poł. października 1937 r. objął funkcję pełniącego obowiązki zastępcy szefa sztabu służby chemicznej 96 Dywizji Strzeleckiej. Od pocz. stycznia 1938 r. był zastępcą szefa służby chemicznej dywizji. W lutym tego roku został aresztowany przez NKWD. W 1939 r. wypuszczono go na wolność, po czym został wykładowcą chemii w odeskiej szkole artylerii. Od poł. sierpnia 1940 r. wykładał na kursach kadry dowódczej w Sewastopolu, zaś od końca grudnia tego roku w Dniepropietrowsku. Na pocz. maja 1941 r. objął funkcję zastępcy ds. zaopatrzenia szefa służby chemicznej XVIII Korpusu Zmechanizowanego. Po klęsce korpusu krótko po ataku wojsk niemieckich na ZSRR 22 czerwca 1941 r., został szefem służby chemicznej 218 Dywizji Strzeleckiej. Na pocz. października tego roku pod Melitopolem dostał się do niewoli niemieckiej. Przebywał w różnych obozach jenieckich. Pod koniec lipca 1943 r. wstąpił do Rosyjskiej Armii Wyzwoleńczej (ROA). W poł. października tego roku ukończył kurs w szkole propagandystów ROA w Dabendorfie pod Berlinem, po czym w stopniu majora objął funkcję inspektora ds. wyszkolenia wojskowego sztabu gen. A. A. Własowa. Prowadził inspekcje Batalionów Wschodnich, stacjonujących na terytorium III Rzeszy. Od listopada 1944 r. współuczestniczył w formowaniu oddziałów sztabu Sił Zbrojnych Komitetu Wyzwolenia Narodów Rosji. Brał też udział w napisaniu regulaminu dyscyplinarnego Sił Zbrojnych KONR. Na pocz. lutego 1945 r. skierowano go sekretnie nad Ren w celu ześrodkowania Ostabatalionów Grupy Armii „Zachód” i przeniesieniu ich w rejon Pragi. Pod koniec marca tego roku stanął na czele grupy oficerów Sił Zbrojnych KONR, która przeszła pod Pragę i poddała się Amerykanom. Po zakończeniu wojny został już w maju przekazany Sowietom. W poł. listopada po procesie skazano go na karę śmierci natychmiast wykonaną przez rozstrzelanie.